# René Villard (écrivain)
Pour les articles homonymes, voir René Villard et Villard.
René Villard (né le 4 août 1875 à Ploaré-Douarnenez et mort le 2 février 1940 à Saint-Brieuc ) est un professeur d'anglais, journaliste et écrivain, ami de Max Jacob.

## Biographie
René Villard, fils de Jean-Marie Villard, est d'abord professeur d'anglais à La Châtre puis à Saint-Brieuc. Il écrit des articles, notamment comme correspondant de L'Ouest-Éclair, de la Dépêche de Brest et comme rédacteur à l'Illustration pour les questions bretonnes.
Engagé volontaire, dès le début de la guerre 14-18, il va écrire des poèmes alors qu'il est interprète dans un régiment anglais sur le front de la Somme. 

« René Villard reste marqué par cette grande boucherie où tant d'hommes, particulièrement des Bretons, furent sacrifiés. Max Jacob dans la préface de cet ouvrage affirme : Aucun soldat de 1914 n'a rien écrit de plus âpre, de plus simple, de plus synthétique, de moins littéraire »

— Maurice-René Dirou
En 1911, il épouse Jeanne Audic, ils ont trois enfants : Marguerite, épouse d' Yves Floc'h, Charles et Colette.
En 1939, il publie son unique recueil de poèmes écrits pendant la Première Guerre mondiale, son ami Max Jacob écrit la préface.
René Villard reste toute sa vie un ami fidèle à Max Jacob, camarade de classe au lycée de Quimper, une correspondance suivie témoigne de ce lien très fort jusqu'à sa mort survenue le 2 février 1940 à Saint-Brieuc.
René Villard est aussi le frère du peintre Abel Villard et l'oncle du peintre Robert Paulo Villard. Il est aussi un neveu du photographe et éditeur de cartes postales Joseph Villard.

## Œuvre
- La grande troménie de Locronan, dans la revue L'Illustration n° 4661, 2 juillet 1932, article illustré par Mathurin Méheut.
- De l'aube au crépuscule, recueil de poème, préface de Max Jacob, 1939. Textes écrits sur le front pendant la guerre 14-18.
- La Toussaint des péris en mer, dans la revue Le Chasse-Marée, n° 183, décembre 2005. Datant de 1930, cet article de René Villard est illustré d'un dessin du peintre de Dinan Yves Floc'h.

## Sources